# Armata Germană (Imperiul German)
Armata Germană (Deutsches Heer) a fost numele dat forțelor combinate terestre (și aeriene) ale Imperiului German. Termenul Deutsches Heer este folosit de asemenea și pentru Armata Germană modernă, componenta terestră a Bundeswehr.

## Formare și denumire
Armata Germană s-a format după unificarea Germaniei sub conducere prusacă în 1871 și a fost dizolvat în 1919, după ce Imperiul German a pierdut Primul Război Mondial.
Statele care au făcut Imperiul German aveau fiecare armata sa separată. În cadrul Confederației Germane, formată după Războaiele Napoleoniene fiecare stat era responsabil să mențină câteva unități armate, care în cazul unui conflict armat erau puse la dispoziția confederației. Atunci când acționau împreună, aceste unități erau cunoscute ca Armata Federală, (Bundesheer). Sistemul cu Armata Federală a funcționat în timpul diferitelor conflicte de-a lungul secolului al IX-lea.
Sfârșitul Confederației Germane a fost pecetluit de Războiul Austro-Prusac din 1866.
După acest război o Prusie victorioasă și mult mai mare a format o nouă confederație, Confederația Germană de Nord, care includea statele germane din nord.

## Comanda armatei între 1875 și 1914

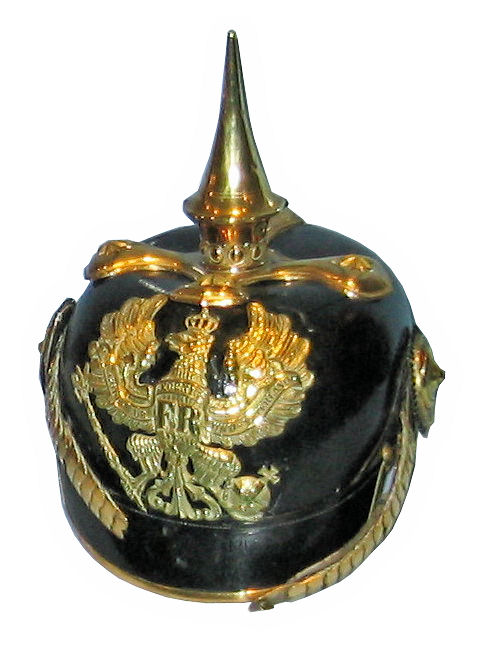
Cască de ofiţer prusac

Șefii de stat major al Armatei Imperiale Germane
- Helmuth Karl Bernhard von Moltke 7 octombrie 1857 – 10 august 1888
- Alfred von Waldersee 10 august 1888–7 februarie 1891
- Alfred von Schlieffen 7 februarie 1891–1 ianuarie 1906
- Helmuth Johannes Ludwig von Moltke 1 ianuarie 1906–14 septembrie 1914
- Erich von Falkenhayn 14 septembrie 1914–29 august 1916
- Paul von Hindenburg 29 august 1916–3 iulie 1919
- Wilhelm Groener 3 iulie 1919–7 iulie 1919
- Hans von Seeckt 7 iulie 1919–15 iulie 1919

## Efectivele armatei
| Ani            | 1875    | 1888    | 1891    | 1893    | 1899    | 1902    | 1906    | 1908    | 1911    | 1913    | 1914    |
| -------------- | ------- | ------- | ------- | ------- | ------- | ------- | ------- | ------- | ------- | ------- | ------- |
| Număr militari | 420.000 | 487.000 | 507.000 | 580.000 | 591.000 | 605.000 | 610.000 | 613.000 | 617.000 | 663.000 | 794.000 |

## Vezi și
- Armata Austro-Ungară
- Reichswehr
- Wehrmacht
- Bundeswehr
- Armata Prusacă
- Planul Schlieffen
- Cronologia Primului Război Mondial